# 克羅伊登機場
克羅伊登機場（英語：Croydon Airport），1920年運作至1959年為於倫敦南部的主要機場，克來伊頓機場同時是世界上第一個引入航空交通管制的機場。其後，克來伊頓機場給洛夫何特皇家空軍基地、倫敦希斯路機場和倫敦蓋威克機場所以取代。